# マイア

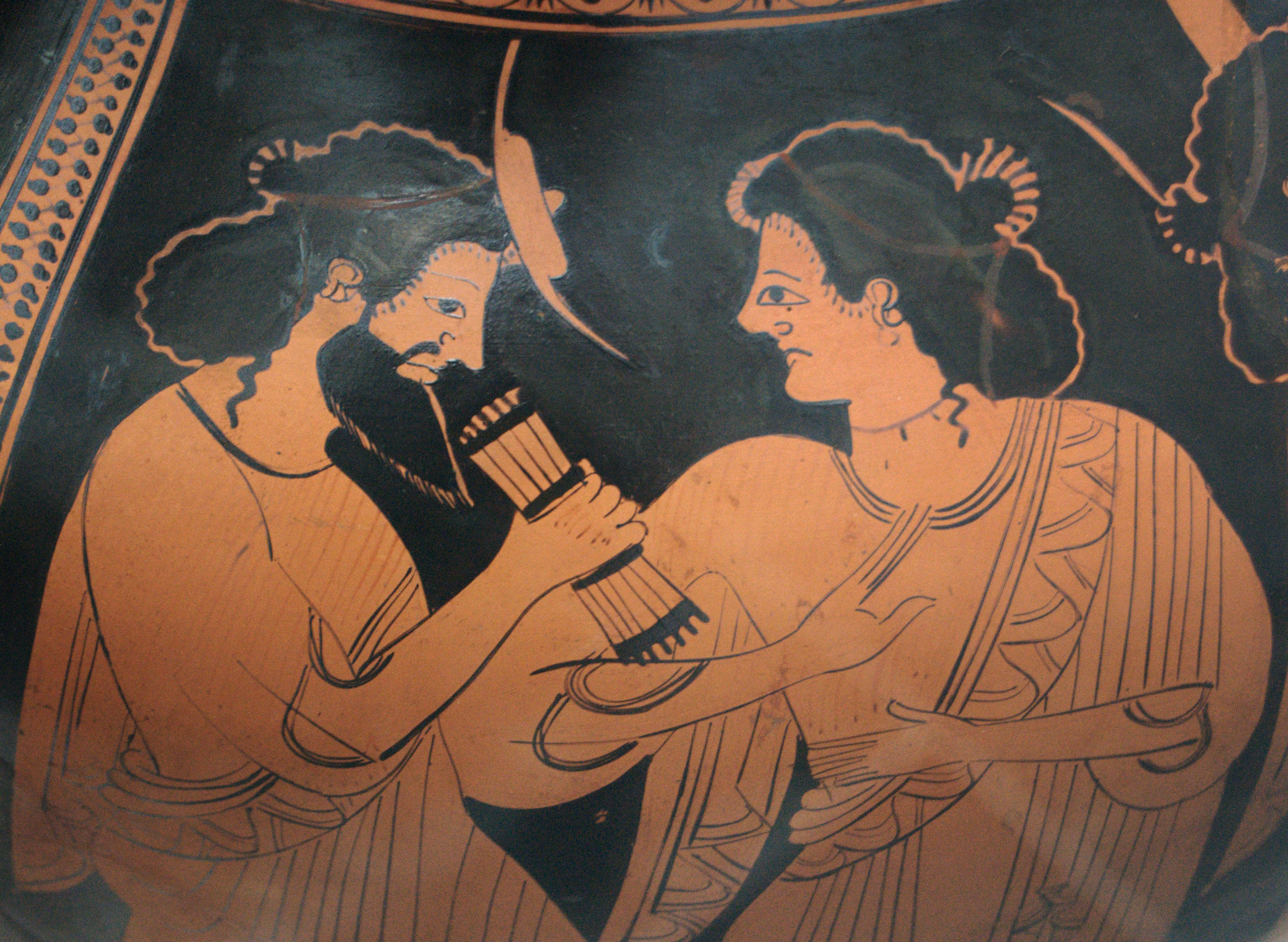
ヘルメースとマイア。オリュムポスにおける神々の会議を描いたアッティカ赤絵式のアンフォラ（一部）。ミュンヘン、州立古代美術博物館所蔵。

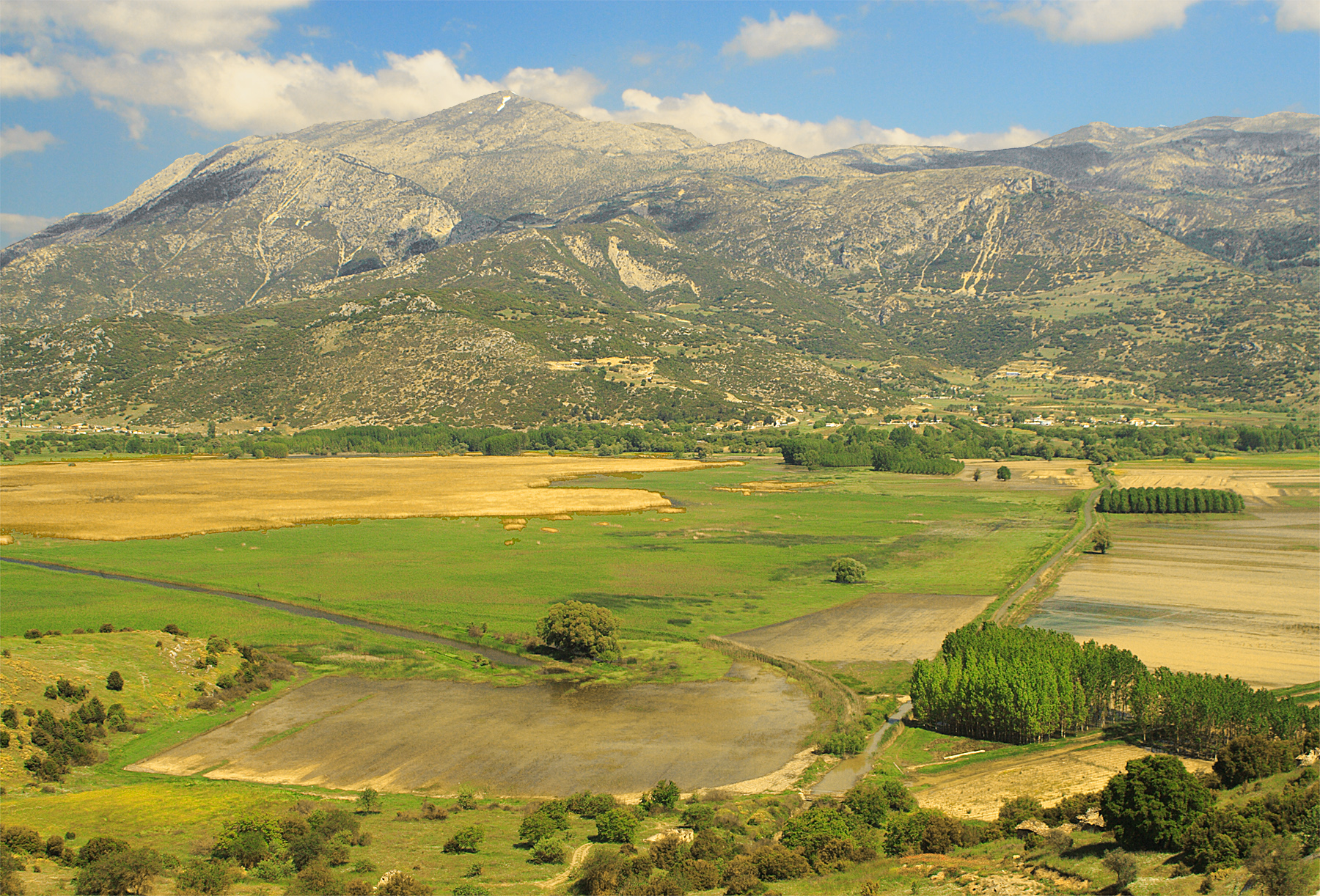
プレイアデスが生まれ、マイアがヘルメースを生んだとされるキュレーネー山。

マイア（古代ギリシア語: Μαῖα〈ギリシア語ラテン翻字: Maia〉、ラテン語: Maia）は、ギリシア神話またはローマ神話の女神。マイヤとも。ギリシア神話のマイアとローマ神話のマイアは本来無関係だったが、後に混同されるようになった。

## ギリシア神話
巨人アトラースとプレーイオネーの7人の娘たちプレイアデス（昴）の1人。彼女たちはアルカディア地方のキュレーネー山で生まれたとされる。
マイアは長女とされ、キュレーネー山の洞窟内でゼウスの子ヘルメースを生んだ。
『ホメーロス風讃歌』によると、マイアはキュレーネー山の洞窟の奥に立派な館を構えて住んでおり、館の3つの部屋にはネクタルとアムブロシアー、黄金や銀、衣服が満ちているとされる。ゼウスは夜闇の中、ヘーラーが深い眠りに落ちているすきにマイアと関係を持った。これによって策略家で、盗みに長け、夜闇をうかがい、戸口を見張るヘルメースが生まれたとしている。
またカリストーが大熊にされた後、その子アルカスを育てたのは彼女である。他のプレアデス7姉妹と同様、狩人オーリーオーンに追い回されて隠れていた。

## ローマ神話
ローマ神話には春を司る豊穣の女神マイア (Maia) がおり、マイアの祭日である5月1日は供物が捧げられた。これがメーデーの起源である。
ギリシア神話のマイアとは本来は無関係だが、のちに混同されるようになった。またメルクリウスとも関連付けられるようになり、5月15日のメルクリウスの祭日にも祀られるようになった。